# Růžohorská hornatina
Růžohorská hornatina je geomorfologický okrsek Krkonoš. Nachází se v jejich východní části a v severní části Královéhradeckého kraje v okresu Trutnov. Nejvyšší horou Růžohorské hornatiny je Růžová hora (1390 m).

## Geomorfologie
Růžohorská rozsocha náleží do geomorfologického celku Krkonoš a podcelku Krkonošské rozsochy. Tvoří ji trojice rozsoch vybíhající jižním směrem z Východního Slezského hřbetu – dvojice rozsoch z masívů Sněžky a Svorové hory společně tvoří podokrsek Růžohorská rozsocha a rozsocha tvořená Pomezním a Dlouhým hřebenem navazující na zakončení Východního Slezského hřbetu v prostoru Pomezních Bud tvoří podokrsek Maloúpská rozsocha. Na západě a jihu ji od Černohorské hornatiny odděluje údolí Úpy. Na severozápadě v Obřím dole tvoří Úpa i krátkou hranici s Východním Českým hřbetem. Na východě a jihu ji od Rýchor odděluje údolí Lysečinského potoka.
| Geomorfologické členění Krkonoš                                                      | Geomorfologické členění Krkonoš | Geomorfologické členění Krkonoš                                                        |
| ------------------------------------------------------------------------------------ | ------------------------------- | -------------------------------------------------------------------------------------- |
| ČESKÁ VYSOČINA • Krkonošsko-jesenická subprovincie • Krkonošská oblast               |                                 |                                                                                        |
| KRKONOŠSKÉ HŘBETY                                                                    | Slezský hřbet                   | Západní Slezský hřbet (Vysoké kolo, 1510 m) Východní Slezský hřbet (Sněžka, 1603 m)    |
| KRKONOŠSKÉ HŘBETY                                                                    | Český hřbet                     | Západní Český hřbet (Kotel, 1435 m) Východní Český hřbet (Luční hora, 1556 m)          |
| KRKONOŠSKÉ ROZSOCHY                                                                  | Vilémovská hornatina            | Kapradnická hornatina (Bílá skála, 968 m) Rokytnická hornatina (Čertova hora, 1023 m)  |
| KRKONOŠSKÉ ROZSOCHY                                                                  | Vlčí hřbet                      | nečlení se (Vlčí hřeben, 1140 m)                                                       |
| KRKONOŠSKÉ ROZSOCHY                                                                  | Žalský hřbet                    | nečlení se (Mechovinec, 1081 m)                                                        |
| KRKONOŠSKÉ ROZSOCHY                                                                  | Černohorská hornatina           | Stráženská rozsocha (Zadní Planina, 1423 m) Černohorská rozsocha (Liščí hora, 1363 m)  |
| KRKONOŠSKÉ ROZSOCHY                                                                  | Růžohorská hornatina            | Růžohorská rozsocha (Růžová hora, 1396 m) Maloúpská rozsocha (Lysečinská hora, 1190 m) |
| KRKONOŠSKÉ ROZSOCHY                                                                  | Rýchory                         | nečlení se (Dvorský les, 1035 m)                                                       |
| VRCHLABSKÁ VRCHOVINA                                                                 | Janský hřbet                    | nečlení se (Zlatá vyhlídka S, 810 m)                                                   |
| VRCHLABSKÁ VRCHOVINA                                                                 | Lánovská vrchovina              | nečlení se (Sovinec, 765 m)                                                            |
| PROVINCIE • Subprovincie • Oblast / Celek / PODCELEK • Okrsek • Podokrsek • (vrchol) |                                 |                                                                                        |

## Významné vrcholy

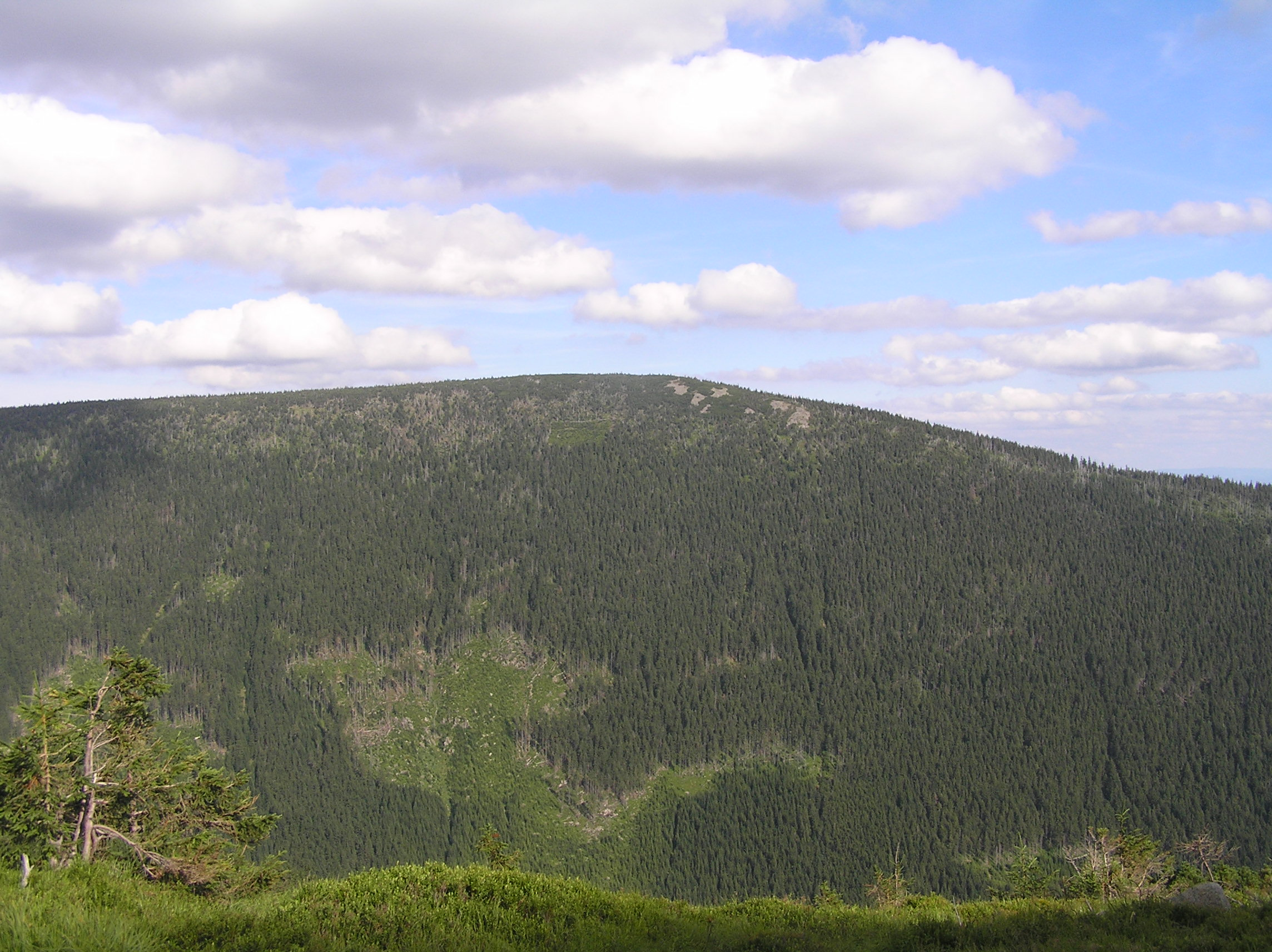
Růžová hora od západu, nejvyšší bod Růžovohorské hornatiny

- Růžová hora – 1390 metrů (Růžohorská rozsocha)
- Lysečinská hora – 1190 metrů (Maloúpská rozsocha, Pomezní hřeben)
- Jelení hora – 1173 metrů (Růžohorská rozsocha)
- Pěnkavčí vrch – 1105 metrů (Růžohorská rozsocha)
- Kraví hora – 1072 metrů (Maloúpská rozsocha)

## Vodstvo
Západní svahy Růžohorské hornatiny odvodňuje Úpa, východní Lysečinský potok a levé přítoky polské řeky Bóbru. Centrální částí protéká Malá Úpa, která zároveň z větší části tvoří hranici mezi oběma podřazenými rozsochami. Malá Úpa a Lysečinský potok jsou levé přítoky Úpy.

## Vegetace
Souvislý hospodářský porost smrku ztepilého je v současné době rozrušen četnými pasekami. Vrcholová partie Růžové hory je porostlá klečí. Nachází se zde několik lučních enkláv různé velikosti, na kterých se nachází roztroušená zástavba obcí Malá a Velká Úpa a Horní a Dolní Lysečiny.

## Ochrana přírody
Po vrcholu Pomezního hřebenu je vedena státní hranice mezi Českou republikou a Polskem. Celý prostor Růžohorské hornatiny na českém území se nachází na území Krkonošského národního parku.

## Komunikace
Centrem hornatiny je vedena jediná veřejná silnice II/252 z Trutnova na hraniční přechod na Pomezních Boudách. Další silnice jsou pak vedeny po obvodu hornatiny. Luční enklávy a lesní porosty uvnitř obsluhují komunikace různého charakteru a s různým stupněm omezení provozu. Prostorem hornatiny jsou vedeny četné turistické značky, z nichž nejvýznamnější je červeně značená Cesta bratří Čapků z Pomezních Bud do Trutnova.

## Stavby
V prostoru hornatiny se vyskytuje roztroušená horská zástavba. Na Růžové hoře má přestupní stanici Lanová dráha Pec pod Sněžkou – Sněžka, která mohla mít dle pamětníků ve své dolní části v závěru třicátých let nákladní předchůdkyni sloužící k dopravě materiálu ke právě se rozbíhající výstavbě pohraničních opevnění. Lanovka ale údajně nebyla dokončena. Lanová dráha Velká Úpa – Portášovy Boudy je zakončena v sedle mezi Růžovou horou a Pěnkavčím vrchem. Lehké objekty výše zmíněného opevnění se vyskytují zejména v prostoru Dlouhého hřebenu. Zde stojí i tzv. Červený kříž.

## Lyžařská centra
- Asi v půlkilometrové vzdálenosti severně od vrcholu Lysečinské hory se nachází horní stanice lyžařského vleku, který je sem veden z české, tedy západní strany z Horní Malé Úpy[4]. Na jednom ze stožárů vleku se nachází kamera snímající záběry pro pořad České televize Panorama.
- Další centrum se nachází v areálu lanovky Velká Úpa – Portášovy Boudy[5].